# Szendrei János
Szendrei (Szendrey) János, születési és 1882-ig használt nevén Wágner János (Mindszent, 1857. március 28. – Budapest, 1927. szeptember 25.) magyar művészeti író, régész, történész, a Magyar Tudományos Akadémia levelező tagja (1903).

## Élete
Szendrei János 1857-ben született az 1880-ban Miskolchoz csatolt Mindszenten. Apja ügyvéd volt. A fiú az iskoláit Miskolcon, Eperjesen és Kassán végezte, majd jogot és bölcsészetet Budapesten tanult. Erőteljesen érdeklődött a régészet, a címertan, a pecséttan, a nyelvészet iránt, de az irodalom és a képzőmuvészet is foglalkoztatta. Először a Magyar Nemzeti Múzeum régiségtárában dolgozott, majd a Honvédelmi minisztériumba került. Első történeti tárgyú írása az 1878-as miskolci árvízről szólt, majd az Archaeologiai Értesítőben Borsod régészeti lelőhelyeiről írt. 1882 és 1885 között a magyar képzőművészet jelentős alkotásait dolgozta fel négy kötetben.
Legjelentősebb munkája a Miskolc történetét feldolgozó ötkötetes munkája volt – 1885 és 1911 között dolgozott rajta. Mivel munkahelye a fővároshoz kötötte, a miskolci levéltári kutatásokat barátai végezték, főleg Miskolczy Simon János. A Miskolc-monográfia rendkívül alapos, jelentős forrásokra épülő, pozitivista szemléletű munka, ami máig nagy fontossággal bír a helytörténeti kutatásokban. Leszih Andor 1927-ben így értékelte a hatalmas munkát: „…művét használják ma is és használják mindaddig, amíg az újabb részletkutatások összességétől valaki egyszer megírja az új idők új módszereivel a város történetét. Addig még mindig hozzá fordulunk adatokért és belőle olvas néhol költői szépen megírt részleteket az érdeklődő”.
A Miskolc-monográfia munkálatai közben – hogy gyarapítsa hadtörténeti ismereteit – tanulmányúton járt Ausztriában, Németországban, Belgiumban, Franciaországban és Olaszországban. Szerteágazó munkájára jellemző, hogy régészeti kutatásokat is végzett (az országos régészeti és embertani társulat főtitkára volt), ásott például Muhi környékén, kutatta a miskolci templomokat és a bükki barlangokat, foglalkozott a diósgyőri vár és a tapolcai apátság történetével. Vámbéry Ármin kíséretében kétszer is járt Konstantinápolyban, ahol magyar emlékeket kutatva hosszabb időt töltött. Az 1896-os millenniumi ünnepségek munkálatainál négy évig foglalkozott és rendezte a hadtörténelmi kiállítást, amelyben nyolcezer hadi emléket állított ki. A Magyar hadtörténeti emlékek című munkájával lerakta a tudományos fegyvertan alapjait. 1902-ben megkapta a francia akadémia tiszti kitüntetését, az 1900. évi párizsi világkiállítással kapcsolatos munkásságáért. Rákóczi hamvainak hazaszállítására elkészítette a fejedelem összefoglaló életrajzát. 1910–1913 között a Hadtörténelmi Közlemények szerkesztője volt. 1912-ben – mindszenti előnévvel – magyar nemességet kapott, ekkortól írta a nevét y-nal.
Bár fővárosi lakos volt, Miskolccal való szoros kapcsolatát fenntartotta, igen gyakran hazajárt. Ásatási anyagai alapozták meg a Borsod-Miskolci Múzeum régiségtárát, amit élete végén, nyugalmazott miniszteri tanácsosként ajándékozott az intézménynek. Azt szerette volna, ha a hamvait az avasi temetőben helyezik el, de ez nem valósult meg, a Kerepesi úti temetőben nyugszik. Miskolcon utcanév őrzi az emlékét: északról a Szeles utcával, délről a Zsolcai kapuval párhuzamos utca, amit keletről a Hatvanötösök útja határol, míg nyugaton a Búza térbe torkollik.

## Főbb művei
- A képzőművészet remekei I–IV. Budapest 1882–1885
- Pecsétnyomó a XIV. századból. Turul, 1, 1883
- Országos magyar ötvösmű-kiállítási emlék. Budapest, 1884
- Dürer Albert élete és művészete. Budapest, 1885
- Miskolcz város története és egyetemes helyirata I–V. Miskolc, 1886–1911
- Wesselényi Ferencz pecsétgyűrűje. Turul, 8, 1890
- A Kapiak családi levéltára. Századok 24, 1890
- Magyar viseletképek czímeres leveleinken. Budapest, 1892
- Magyar hadtörténeti emlékek a külföldi múzeumokban. Budapest, 1894
- Magyar hadtörténelmi emlékek az ezredéves országos kiállításon. Budapest, 1896. (fejezetek szerzője)[5][6]
- A magyar viselet történeti fejlődése. Budapest, 1905
- Vallás és művészet. Budapest: Magyar Kultúra, 1923
- Monelli Bernát síremléke 1496-ból. Turul, 41, 1927
- A diósgyőri vár története. Budapest, 1927